# Мајкл Че
Мајкл Че Кембел (енгл. Michael Che Campbell; Њујорк, 19. мај 1985) амерички је комичар, глумац и сценариста. Познат је по раду на емисији Уживо суботом увече, где је водио пародију вести уз Колина Џоста.

## Биографија
Рођен је 19. маја 1985. године на Менхетну, као најмлађе од седморо деце Роуз и Натанијела Кембела. Има четири старија брата и две старије сестре. Један од старије браће му је детектив Полиције Њујорка, а други се повукао из истог посла. Отац му је дао средње име по револуционару Чеу Гевари.

## Филмографија

### Филм
| Улоге Мајкла Чеа |                   |               |           |          |
| Година           | Српски назив      | Изворни назив | Улога     | Напомена |
| 2013.            | Кинеска слагалица |               | пролазник |          |
| 2014.            |                   |               | Триз      |          |
| 2014.            | Најбољих пет      |               | Пол       |          |

### Телевизија
| Улоге Мајкла Чеа |                     |               |                |                   |
| Година           | Српски назив        | Изворни назив | Улога          | Напомена          |
| 2012.            |                     |               | себе           | 1 епизода         |
| 2013—данас       | Уживо суботом увече |               | себе           | такође сценариста |
| 2014.            |                     |               | себе           | ТВ специјал       |
| 2014.            |                     |               | себе           | 9 епизода         |
| 2016.            |                     |               | себе           | ТВ специјал       |
| 2017.            |                     |               | себе           | 3 епизоде         |
| 2017.            |                     |               | себе           | 1 епизода         |
| 2018.            |                     |               | себе (водитељ) | ТВ специјал       |
| 2018.            |                     |               | себе           | ТВ специјал       |
| 2018.            |                     |               | себе           | 1 епизода         |
| 2019.            |                     |               | себе           | 1 епизода         |
| 2019.            | Улица Сезам         |               | себе           | 1 епизода         |
| 2019.            |                     |               | себе           | специјални гост   |
| 2019.            |                     |               | себе           | специјални гост   |
| 2021—2022.       |                     |               | себе           | главна улога      |
| 2021.            |                     |               | себе           | ТВ специјал       |
| 2021.            |                     |               | себе           | 1 епизода         |
| 2022.            |                     |               | себе           | 1 епизода         |
| 2022.            |                     |               | —              | извршни продуцент |